# علاءالدین عترتی کوشالی
علاءالدین (حمید) عترتی کوشالی (۱۳۳۱–۱۳۶۰ لاهیجان) فوتبالیست سابق تیم‌های سپیدرود رشت، ملوان بندر انزلی، دارایی و پرسپولیس تهران بود. عترتی کوشالی همچنین سابقه عضویت در تیم منتخب ایران را نیز در کارنامه دارد.

## اعدام
علاءالدین عترتی کوشالی به جرم عضویت در سازمان مجاهدین خلق ایران در ۷ دی ۱۳۶۰ پس از تحمل شکنجه‌های فراوان به دست مأموران جمهوری اسلامی و به دستور شخص ابوالحسن کریمی فرماندار وقت لاهیجان تیرباران شد.